# Errore di Abbe
L'errore di Abbe, che prende il nome da Ernst Abbe, è noto anche come errore del seno.
Esso è generato da un disallineamento dell'asse di misura con l'asse del misurando, ovvero la grandezza sottoposta a misura.
L'errore è dunque legato all'angolo compreso tra i due assi.
{\displaystyle \varepsilon =h\sin a\ }